# 諏訪大社五重塔
諏訪大社五重塔（すわたいしゃごじゅうのとう）は、かつて現在の長野県諏訪市に所在した、諏訪大社上社神宮寺にあった鎌倉時代の五重塔。

## 歴史
- 延慶元年（1308年)、知久敦信が建したという。総高はおよそ38ｍと推定される。
  - これより近世まで記録が途絶える。
- 慶長17年（1612年）藩主諏訪頼水が屋根葺替え修理を行う。
- 万治3年（1660年）通万が修理を行う。
- 元禄7年（1694年）春巌が補修を行う。
- 延享2年（1745年）実山が屋根の葺替え修理を行う。
- 寛政4年（1792年）藩主の命で東穏が栗板葺きに葺替える。
- 嘉永7年（1854年）仙巌が屋根葺替え修理を行う。
- 明治元年（1868年）五重塔が解体される。
  - 部材は保存されたが、放火により焼失したとも、腐朽により失われたともいう。
- 昭和43年（1968年）五重塔が普賢堂ととも十分の一で制作され諏訪大社に奉納された。これらは新村徳重の発注で四賀上桑原の大工、北原佐吉が製作したもの。

## 現状
風鐸、実測図等が現存する。

## 現存しない長野県の信仰塔
- 文永寺　文永年間（1264年－1274年）頃創建の三重塔が天文23年（1554年）兵火で焼失した。
- 元隆寺（現菩提院）小管神社の別当寺で永禄9年（1566年）の信濃小菅山元隆寺之図に五重塔が描かれるが現存しない。
- 清水寺　鎌倉時代末の三重塔が大正5年（1916年）火災で焼失した。
- 明泉寺　平安時代の三重塔が安土桃山時代に火災で焼失したという。

## 参考資料
- 『諏訪大社』信濃毎日新聞
- 『カミとホトケの交渉史 廃仏毀釈の爪跡』飯田市美術博物館
- 藤森照信、前橋重二『五重塔入門 』新潮社(とんぼの本)
- 藤島亥治郎『五重塔』浅草寺

## 関連資料
- 長野日報 2015年4月30日付
- 信濃毎日新聞 2015年5月01日付